# Michel Baud
Michel Baud, né le 11 novembre 1963 à Tarbes et mort le 13 septembre 2012 à Paris 1er, est un égyptologue français.

## Biographie
Il est responsable de la section Nubie-Soudan au département des Antiquités égyptiennes du musée du Louvre. À ce titre, il est l'organisateur d'une exposition consacrée exclusivement à Méroé, royaume du Soudan antique connu pour sa légendaire capitale et sa fameuse nécropole royale.
Il est par ailleurs directeur de la mission archéologique sur le site de la nécropole d'Abou Rawash.
Il a été pensionnaire de l'Institut français d'archéologie orientale au Caire.
Michel Baud meurt à l'âge de 48 ans le 13 septembre 2012 dans le 1er arrondissement de Paris. Il est inhumé au cimetière de Montmartre (division 21).

## Publications
- Djéser et la IIIe dynastie : Imhotep, Saqqara, Memphis, les pyramides à degrés, Paris, Pygmalion, coll. « Les Grands Pharaons », 2007, 302 p. (ISBN 978-2-7564-0147-8)
- Famille royale et pouvoir sous l'Ancien Empire égyptien, IFAO, 2005, 675 p. (ISBN 978-2-7247-0248-4)
- Méroé, un empire sur le Nil, Officina Libraria, 2010, 288 p. (ISBN 978-88-89854-50-1)